# 裴景颜
裴景颜（500年—544年），河东郡闻喜县（今山西省运城市闻喜县）人，出自河东裴氏的中眷裴第三房，北魏、东魏官员。

## 生平
裴景颜很有学问和志向，以汝南王元悦开府行参军为起家官。魏孝庄帝初年，裴景颜出任广州防蛮别将，代理汉广郡太守。元颢攻入洛阳时，裴景颜与广州刺史郑先护占据广州起兵反对元颢。事情平定后，裴景颜获赐爵保城子，以军功略微升任太尉从事中郎，转任太尉谘议参军。魏孝静帝初年，裴景颜升任司空长史，任内有贪污的行为。武定二年（544年），裴景颜被中尉崔暹弹劾，被送到廷尉审理，裴景颜遇到疾病死于狱中，时年虚岁四十五。

## 家庭

### 曾祖
- 裴三虎，北魏义阳郡太守[3]

### 父亲
- 裴叔义，北魏司空从事中郎

### 兄弟姐妹
- 裴景融，东魏辅国将军、仪同录事参军
- 裴伯茂，东魏中军大将军、中书侍郎
- 裴景龙